# Kukaččí smrk
Kukaččí smrk je památný strom smrk ztepilý (Picea abies) v Prunéřově, místní části města Kadaně v okrese Chomutov v Ústeckém kraji.
Roste v Krušných horách v nadmořské výšce 480 m v přírodním parku Údolí Prunéřovské potoka při levém břehu Prunéřovského potoka nad lesní pěšinou vedoucí podél potoka.

## Základní údaje
Obvod kmene měří 405 cm, koruna stromu dosahuje do výšky 28 metrů (měření 2009). V roce 2009 bylo stáří stromu odhadováno na 300 let.
Smrk je chráněný od roku 1996 jako ochrana genofondu a strom s významným vzrůstem.

## Stromy v okolí
- Smrky u Prunéřovského potoka
- Hasištejnská lípa
- Lípa v Místě na hřbitově